# Dutton World Speedwords
Le Dutton World Speedwords sono una lingua ausiliaria internazionale e un sistema di stenografia, inventate da Reginald J. G. Dutton nella prima metà del Novecento.
Le Speedwords utilizzano l'alfabeto latino per la composizione delle parole; le parole frequenti sono più corte di quelle di uso sporadico. Il vocabolario delle Speedwords è composto da meno di 400 radicali (i lemmi base del linguaggio, della lunghezza di 2 o 3 lettere). I concetti diversi dai radicali sono espressi tramite composti o prefissi/suffissi.
Per esempio il verbo "rispondere" (axo) è un composto del radicale ax ("chiedere") più il suffisso contrario -o.
"Vocabolario" (comot) è invece co (collezione) unito a mot (parola).
Nelle intenzioni di Dutton la duplice utilità delle Speedwords avrebbe dovuto aiutarne la diffusione. Nella realtà il sistema non attirò l'attenzione del grande pubblico, anche se nel XXI secolo il numero di utilizzatori di questo linguaggio per comunicazioni telematiche è in crescita.